# 주세페 리바벨라
주세페 리바벨라(이탈리아어: Giuseppe Rivabella, ?~1913년)은 이탈리아의 사격 선수였다. 그는 아테네에서 열린 1896년 하계 올림픽에 참가했다.
리바벨라는 군사소총 종목에 참가했다. 그의 점수와 순위는 알 수 없지만 그는 42명의 참가 선수 중 13위 이내에 들지 못했다.

## 참가에 있어서 중요성
이 선수는 매우 중요한데 이탈리아가 첫 올림픽에 출전했음을 알려주는 중요한 증거가 되기 때문이다. 카를로 아이롤디의 참가 요청 거부로 인해 이탈리아에서는 참가를 하지 않았다고 여겨져왔다. 하지만 새로운 자료가 이 사실을 밝혀냈다.

## 같이 보기
- 1896년 하계 올림픽 사격
- 카를로 아이롤디